# Tantilla boipiranga
Tantilla boipiranga — вид змій родини полозових (Colubridae). Ендемік Бразилії.

## Назва
Видова назва boipiranga походить з двох слів мовою тупі «бої» (змія) і «піранга» (червона).

## Опис
Голотип Tantilla boipiranga — зрілий самець, завдовжки 384 мм (включаючи хвіст 89 мм) і важить 9 г . Його спина помаранчево-червона, верх голови коричневий, морда світло-помаранчева на рівні ніздрів. Помаранчевий комір, що світлішає з боків, позначений посередині тонкою темною лінією та сіро-коричневою смужкою.

## Поширення і екологія
Tantilla boipiranga відомі з двох місцевостей, розташованих в горах Серра-ду-Еспіньясу у штаті Мінас-Жерайс. Вони живуть серед скель Серра-ду-Сіпо, у перехідній зоні між атлантичним лісом та саванами серрадо, у сезонних і напівлистопадних лісах та на кам'яних полях. Зустрічаються на висоті від 648 до 1350 м над рівнем моря. Ведуит денний, наземний спосіб життя.

## Збереження
МСОП класифікує цей вид як вразливий. Tantilla boipiranga загрожує знищення природного середовища.